# Villa d'Este

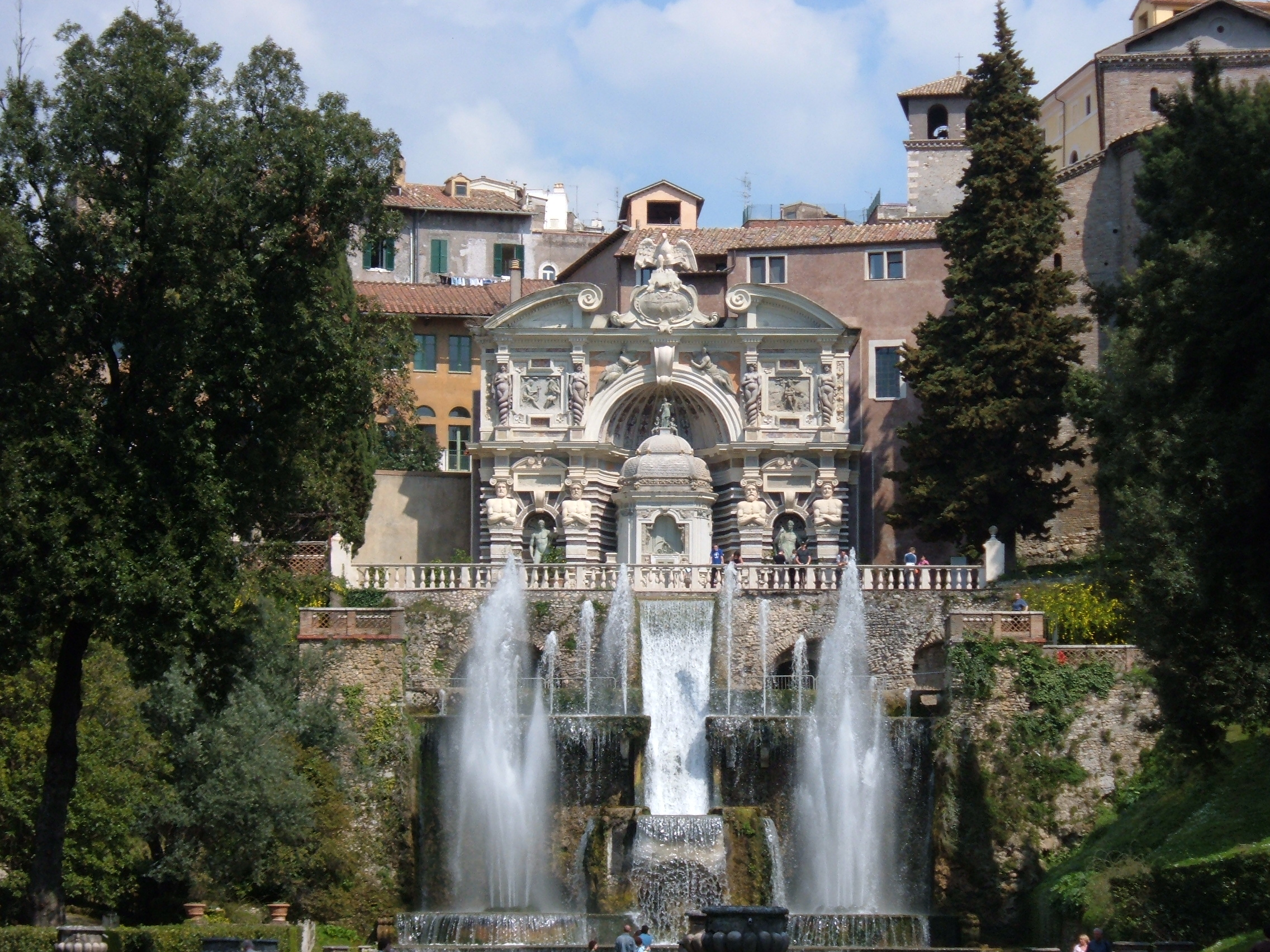
Villa d'Este

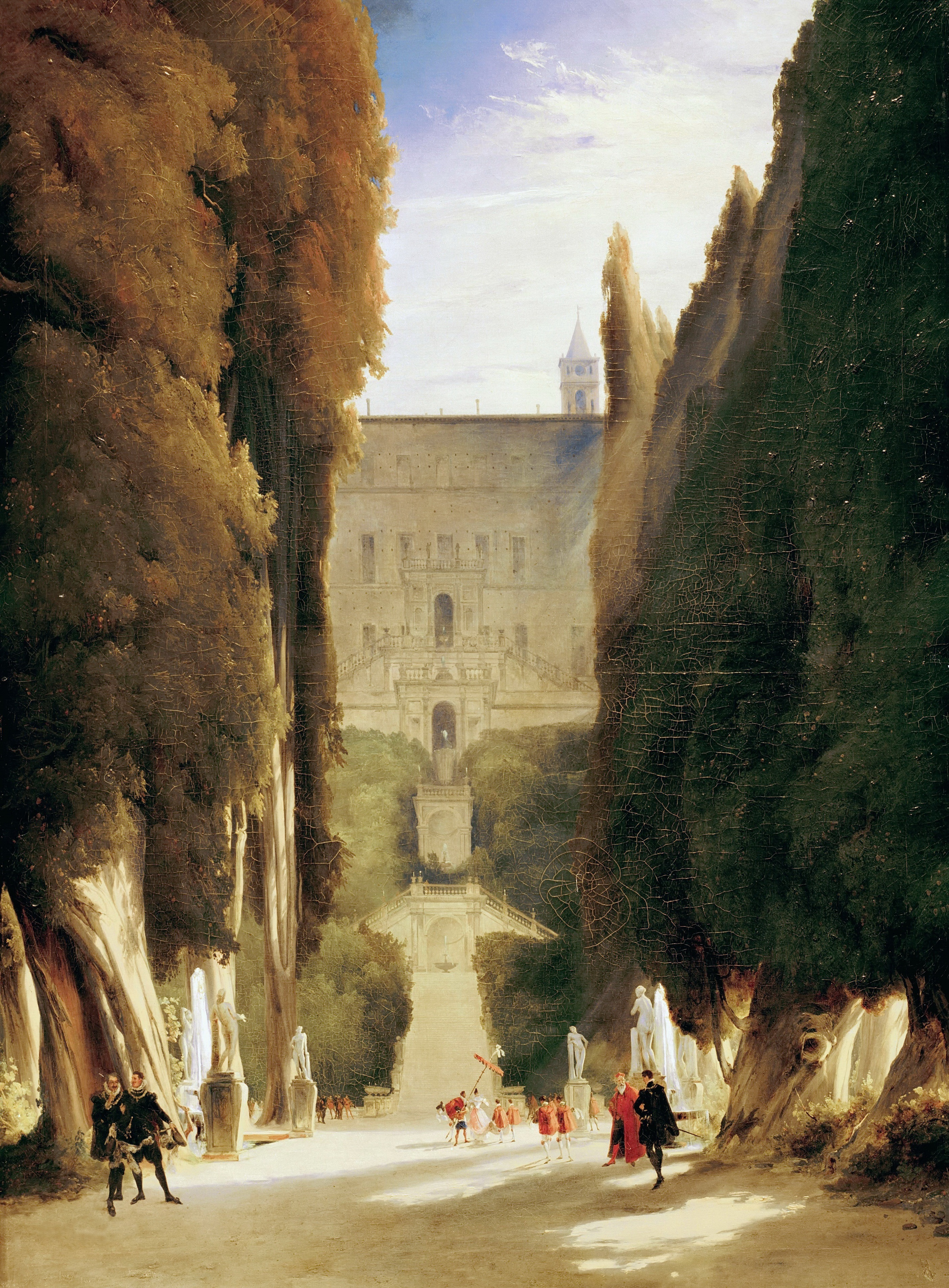
Parken i Villa d'Este, Carl Blechen, 1830

Villa d'Este är ett italienskt palats med trädgård i manieristisk stil i staden Tivoli nära Rom. Den är med på Unescos världsarvslista.
Villan uppfördes mellan 1550 och 1572 av kardinal Ippolito II av Este, son till Lucrezia Borgia och Ferrara-fursten Alfonso I. Livio Agresti från Forlì ledde arbetet med den konstnärliga utsmyckningen inomhus och Pirro Ligorio var ansvarig för utformningen av trädgården. Han bistods av Thomaso Chiruchi från Bologna, när det gällde hydrauliken.
Franz Liszt har skrivit pianostycket "Les Jeux d'Eaux à la Villa d'Este" som anknyter till villans vackra trädgård och fontäner.